# Sangkum
Sangkum Reastr Niyum (transliteración del jemer: សង្គមរាស្ត្រនិយម; AFI: [saŋkum riəh niʔjum]; literalmente: Comunidad de la Gente Común; en francés: Communauté socialiste populaire, y usualmente traducido como Comunidad Socialista Popular) comúnmente denominado Sangkum (សង្គម) fue un movimiento político establecido en 1955 por el antiguo Rey y posteriormente Primer ministro Norodom Sihanouk de Camboya, que dominó completamente la vida política del país asiático (ganando las elecciones generales de 1955 a 1966 prácticamente sin oposición) durante la primera administración de Sihanouk, de 1953 a 1970.
Tras el golpe de Estado de 1970, el Sangkum fue ilegalizado y finalmente se declaró disuelto el 18 de febrero de 1971. Muchos de sus antiguos líderes, junto a Sihanouk, establecieron en la década de 1980 el partido Funcinpec, que en la actualidad opera como partido político en el país.

## Historia

### Fundación y ascenso al poder
El Sangkum se fundó después de que Norodom Sihanouk abdicara al trono en favor de su padre, Norodom Suramarit, para poder dedicarse a la política. El partido se fundó con la fusión de cuatro partidos derechistas y centristas de tendencia monárquica y conservadora, incluyendo "Victorioso Noreste", de Dap Chhuon y "Renovación Jemer" de Lon Nol. Con el fin de participar en las elecciones generales previstas para ese año, las primeras desde que el Reino de Camboya fuera reconocido como estado independiente, Sihanouk amplió la base política, atrayendo también a la izquierda pro-monarquía, lo cual se tradujo en una abrumadora victoria para su partido, que obtuvo más del 80% de los votos y todos los escaños, derrotando al hasta entonces gobernante Partido Democrático. El proceso electoral estuvo plagado de acusaciones de fraude masivo, acusaciones que el propio Sihanouk reconocería como verídicas posteriormente.

### Política interna durante el gobierno de Sihanouk
El método de Sihanouk de criticar alternativamente a sus oponentes en diversos foros públicos y luego de ofrecerles puestos dentro del Sangkum tenía como objetivo sofocar la disidencia y, posteriormente, integrar los puntos de vista opositores a su régimen. Sihanouk intentó construir una imagen de Camboya como "El Camelot del Sudeste Asiático", un oasis de paz y orden social en medio del conflicto que afectaba al resto de la región. A nivel internacional, adoptó una política de neutralidad oficial.
Durante el período de gobierno de Sihanouk, el Sangkum logró absorber muchos de los elementos derechistas y centristas de la política camboyana, así como elementos pro-Sihanouk de los comunistas izquierdistas y moderados: solo los elementos de la línea dura del Partido Comunista de Kampuchea se negó a colaborar con Sihanouk. Varios prominentes comunistas, como Hu Nim y Khieu Samphan, aceptaron puestos con el Sangkum en un intento de trabajar dentro del sistema. Samphan, quien de hecho posteriormente serviría como jefe de Estado durante el régimen maoísta totalitario de Pol Pot, fue invitado a principios de la década de 1960 por el gobierno sihanoukista a que implementara una serie de reformas sociales y económicas basadas en planes esbozados en la tesis doctoral de Sihanouk.
Mientras que el Partido Democrático, los representantes de los moderados, y progresistas republicanos en el medio político de Camboya, se incorporaron de manera efectiva en el Sangkum en 1957, numerosos republicanos moderados simplemente evitaron la política hasta el período inmediatamente posterior al golpe de 1970.
El único elemento notable que se mantuvo fuera del Sangkum, aparte de los comunistas de línea dura, fue el nacionalista derechista y antimonárquico Son Ngoc Thanh, cuyos irregulares Jemeres Serai mantuvieron la resistencia armada con fondos de Tailandia. Sihanouk solía calificar a sus oponentes a la derecha como "Jemeres Bleu" para distinguirlos de sus oponentes de izquierda. Sin embargo, parece que a finales de los años 1950 y principios de los 60 hubo relativamente poca represión violenta de la oposición al Sangkum (aunque hubo repetidas intimidaciones políticas del partido izquierdista Pracheachon, acusado de ser pro-Vietnam) y el país experimentó durante la mayor parte del régimen una estabilidad comparativa con el gobierno previo y el posterior (el período colonial bajo la guerra de independencia y la República Jemer bajo un permanente estado de guerra civil). La única excepción fue una vez más los Jemeres Serei, a los que se trató con dureza: Preap En, activista Jemer Serai que trató de negociar con Sihanouk en 1963, fue detenido y su posterior ejecución mostrada en todos los cines del país. El mismo tratamiento fue dado a otro grupo de presuntos líderes de los Jemeres Serei, Chau Bory (anteriormente implicado en el complot de Bangkok), Chau Mathura y Sau Ngoy, en 1967.

### Declive de la era de Sihanouk

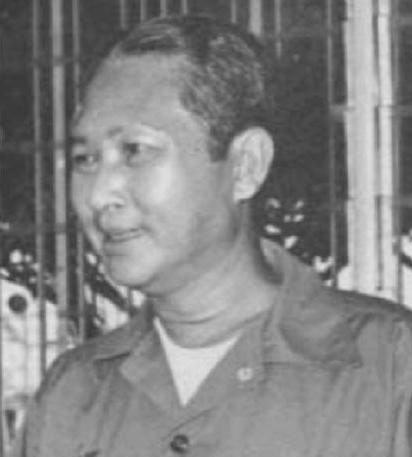
Lon Nol, antiguo Primer ministro bajo el Sangkum, sería el responsable de la desaparición del régimen.

En 1960, tras la muerte del Rey Norodom Suramarit, su esposa, Sisowath Kossamak, fue nombrada "Reina titular de Camboya" y representante de la monarquía, mientras que Sihanouk asumió la jefatura de estado del país con amplios poderes ejecutivos. En 1963, fue declarado regente y jefe de Estado vitalicio. A partir de mediados de los años sesenta, sin embargo, las fracturas comenzaron a aparecer en el régimen. Las elecciones de 1966 resultaron en una abrumadora victoria para los candidatos derechistas; Sihanouk respondió con la creación de un "contra-gobierno" de izquierda, incluyendo a Hu Nim y Khieu Samphan, para actuar como un bloque, e impedir que el régimen se separara por completo.
La represión cada vez más violenta de la izquierda, liderada por Lon Nol y los militares en nombre de Sihanouk, llegó a alienar a muchos de los comunistas restantes, especialmente a la facción pro-Sihanouk más moderada que debía una fuerte lealtad a Vietnam y al Viet Minh. La crítica pública de Sihanouk de los 'Jemeres Vietminh' tuvo el efecto dañino no solo de aumentar la potencia de la línea dura, anti-vietnamita, sino también de los miembros anti-monárquicas del Partido Comunista de Kampuchea, dirigido por Pol Pot. Por otro lado, la escalada de la guerra entre los dos Vietnam y la guerra civil laosiana, también tuvo un efecto desestabilizador tanto en la situación política como en la economía de Camboya, ahora rodeada de países en conflicto. El Sangkum estaba ahora enfrentándose a elementos que consideraba "extranjeros", de parte del Viet Minh y el Pathet Lao. Hablando en la radio de Phnom Penh después de que un grupo de comunistas vietnamitas fuera capturado, Sihanouk declaró que "les hice tostar [...] Los usamos para alimentar a los buitres".
En abril de 1967, una rebelión en la provincia de Battambang, liderada por los Jemeres Rojos (grupo insurgente de Pol Pot) desató un conflicto de baja intensidad, que finalizando la década devino en una brutal guerra civil. Los informes posteriores indicaron que muchos comunistas participantes en la rebelión inicial fueron ejecutados sumariamente (algunos sometidos a torturas previas). Sus tres cabecillas públicas, Khieu Samphan, Hou Yuon y Hu Nim, huyeron al bosque cercano a la frontera con Tailandia, primer territorio en caer bajo el control de los Jemeres Rojos, entre 1967 y 1968, aunque al momento de su desaparición se rumoreaba que el gobierno del Sangkum los había mandado a desaparecer y asesinar en secreto.

### Deposición
En medio de la creciente inestabilidad política, mientras se encontraba de visita en el extranjero, Sihanouk fue finalmente depuesto por un golpe militar liderado por Lon Nol el 18 de marzo. El golpe también contaba con el liderazgo de los derechistas In Tam y el príncipe Sisowath Sirik Matak. Lon Nol ilegalizó el Sangkum y, el 9 de octubre de ese mismo año, declaró a Camboya una república. El 18 de febrero de 1971, poco antes de que se cumpliera un año del golpe, el Sangkum se autodisolvió.
La declaración de la República Jemer, sin embargo, aumentó la inestabilidad, ya que Sihanouk obtuvo el apoyo de grupos monarquistas de extrema derecha, así como una posterior alineación con la extrema izquierda, que unificó a las guerrillas contra el gobierno y logró deponer a la frágil república el 17 de abril de 1975, tomando Nom Pen y reinstalando a Sihanouk como jefe de Estado.

## Evaluación posterior
La opinión actual ante el gobierno del Sangkum y la propia figura de Norodom Sihanouk permanece dividida, sobre todo debido a las posteriores políticas adoptadas por el Rey depuesto (su alineamiento con los Jemeres Rojos y su constante colaboracionismo con los regímenes posteriores). Particularmente la izquierda, o los que se oponen personalmente a la figura de Sihanouk, han descrito al Sangkum como un movimiento esencialmente conservador que buscaba mantener el poder y la influencia del statu quo camboyano a través del autoritarismo. Sin embargo, otros han señalado que aumentó enormemente la participación de los camboyanos comunes en la democracia, y lo describen como un movimiento pragmático en el que realmente trató de llevar el desarrollo a la comunidad a Camboya a través de "un asesoramiento y persuasión expertos".
Hay un cierto grado de nostalgia entre los camboyanos más viejos para la era de Sangkum, especialmente teniendo en cuenta la relativa estabilidad de los años 1955-1965 en comparación con períodos posteriores. Después del arreglo político de 1991 y la restauración de 1993 de Sihanouk como Rey, varios partidos políticos camboyanos usaron el término "Sangkum" en su nombre para asociarse con este período.

## Ideología y carácter
A pesar de su nombre, el "Socialismo Real-Budista" (también llamado "Socialismo jemer") de Sihanouk tenía poco que ver con el socialismo verdadero, ni con ninguna de sus variantes como el marxismo o el "socialismo de bienestar" anglosajón. A falta de una filosofía política consistente, combinaba eslóganes pseudo-socialistas con valores sociales conservadores, monarquistas, nacionalistas y enseñanzas budistas Theravada. La afirmación del movimiento era que eran «Socialistas por el bienestar del pueblo y realistas por el prestigio y la cohesión de la nación».
En el poder, el Sangkum funcionó de acuerdo con los principios del "socialismo budista", una construcción bastante vaga que, al tiempo que pretendía buscar objetivos progresistas y el fin de la injusticia social, se basaba en las tradiciones religiosas y sociales conservadoras de Camboya. En lugar de acabar con la propiedad privada, el "socialismo budista" alentaba a los ricos a dar a los pobres para ganar mérito. Las figuras públicas también fueron instruidas para ser completamente responsables ante la población, transparentes en sus tratos, y se les animó a tomar descansos regulares para realizar trabajos relacionados con la agricultura ordinaria (Sihanouk a menudo se había fotografiado realizando ese trabajo durante sus visitas a proyectos de desarrollo).
En la práctica, la gestión económica se desarrolló como una forma de "socialismo compadrio" análogo al capitalismo de compinches: las empresas estatales fueron creadas y luego administradas por miembros de la élite del Sangkum, a menudo para su beneficio personal. Las organizaciones estatales creadas en el marco del Sangkum incluían la OROC, la Office royale de coopération , que se ocupaba del comercio, la importación y la exportación.
En 1957, Sihanouk creó el ala juvenil de los Sangkum, conocida como la "Juventud Social Realista Jemer" (en francés: Jeunesse socialiste royale khmère, JSRK).

## Resultados electorales
|  | 82.7 % |

|  | 99.9 % |

|  | 100 % |

|  | 100 % |